# Garcia VI av Navarra
García VI Ramírez (?– 21 november 1150) var kung över Navarra mellan åren 1132 och 1150. Han var mest känd för att han återställde Navarras oberoende efter 58 år under Aragonien. 

## Biografi
García VI var son till Cristina Rodríguez Díaz de Vivar och dotterson till El Cid; och till Ramiro Sánchez och därmed sonson till García V av Navarra.
Efter Alfonso I död var det stor oenighet om vem som skulle efterträda honom. García lyckades att återta Navarra ifrån sina kusiner i Aragonien och han blev vald av Navarras biskop och landets adelsmän som Navarras kung i Pamplona. Men det var tvärt emot vad Alfonso hade skrivit i sitt testamente. Han ville att hans bror Ramiro skulle ha både Aragonien och Navarra. Ramiro blev kung över Aragonien men han motsatte sig Garcías anspråk på Navarras tron. Men eftersom både biskopen och Navarras adelsmän hade godkänt García som kung gick Ramiro motvilligt med på detta. Klimatet mellan de båda länderna var minst sagt kyligt tills år 1135 då García och Ramiro genomgick en adoptionspakt där Ramiro adopterade García som sin son.
I maj 1135 blev García vasall till Alfonso VII av Kastilien i utbyte mot beskydd mot eventuella fiender som skulle hota Navarra.
Någon gång efter år 1130 gifte García sig med Marguerite de l'Aigle och hon födde honom en son och arvinge Sancho. De fick även två döttrar som gifte sig med varsin kung. Den äldsta dottern Blanca gifte sig med Sancho III av Kastilien och den yngre dottern, Margaret, gifte sig med William I av Sicilien. Men Garcías äktenskap var skakigt, hans hustru Marguerite, hade många älskare och när hon födde sin andra son Rodrigo så vägrade García att erkänna pojken som sin. 24 juni år 1144 gifte García om sig med Urraca som var en oäkta dotter till Alfonso VII av Kastilien för att stärka banden mellan dem.
År 1136 blev García beordrad av Alfonso VII att överlämna Rioja till Kastilien. Men García vägrade och han allierade sig med Alfonso I av Portugal och konfronterade Alfonso VII. Freden blev återställd mellan år 1139 och 1140 och Alfonso VII betraktade honom hädanefter som en allierad i stället för en vasall.
García dog den 21 november 1150 i Lorca och blev begravd i katedralen, Santa Maria, i Pamplona. García efterträddes av sin äldste son Sancho VI av Navarra